# Moldjord
Moldjord è un villaggio della Norvegia, situato nella municipalità di Beiarn, nella contea di Nordland.